# Кабанель, Александр
Александр Кабанель (фр. Alexandre Cabanel; 28 сентября 1823, Монпелье — 23 января 1889, Париж) — один из наиболее значительных французских художников второй половины XIX века, ключевой представитель академизма, выдающийся педагог и воспитатель целой плеяды французских художников.

## Биография

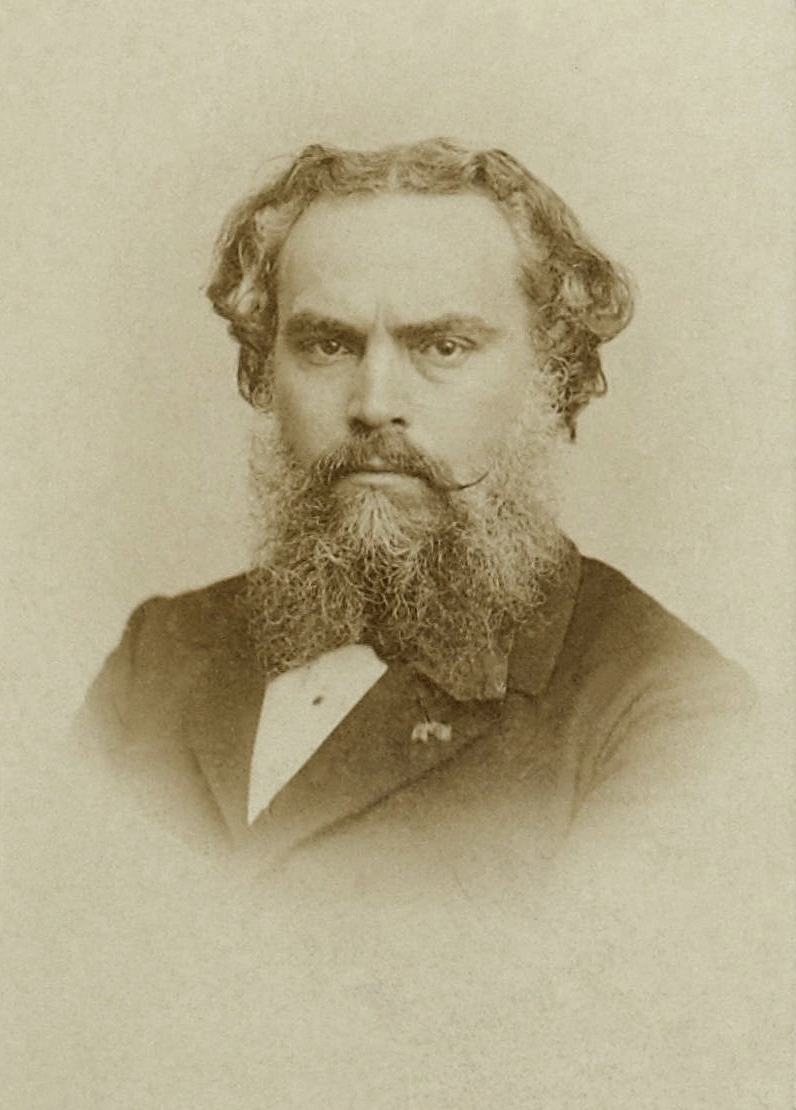
Александр Кабанель примерно в 1865 году. Фотография

Родился в 1823 году в университетском городке Монпелье. Когда будущий художник был ребёнком, его семья переехала в Париж. Там он поступил в 1840 году в Школу изящных искусств в мастерскую Франсуа Пико. В 1845 году он успешно окончил курс обучения и был удостоен Большой Римской премии за картину «Христос перед судьями» (или «Осмеяние Христа»). Вместе со своим другом, коллекционером и знатоком античности А. Брюа, Кабанель, получив предусмотренную премией субсидию на поездку в Рим, поселился на Вилле Медичи, в окружении других французских живописцев, где окончательно оформился его стиль.
Привезённая Кабанелем из Рима картина «Смерть Моисея» была показана на Парижском Салоне 1852 года и принесла её автору первую выставочную награду в бесконечной цепи медалей и поощрений. Выступление Кабанеля на Парижском Салоне стало как бы прологом, визитной карточкой художественной жизни Второй империи. В дальнейшем, во многом благодаря личному участию Наполеона III, как покровителя искусств и мецената, сформировался художественный стиль, который надлежащим образом олицетворял престиж его империи и одним из наиболее ярких выразителей которого был Кабанель.
В 1855 году Кабанель получил первую медаль на Всемирной выставке 1855 года за картину «Триумф святого Людовика». В 1863 году, вошедшем в историю французского искусства благодаря знаменитому «Салону отверженных», где демонстрировался «Завтрак на траве» Э. Мане, официальное положение Кабанеля как «первого живописца империи» ещё более упрочилось. В этом году он выставил на Салоне полотно «Рождение Венеры» — оно имело такой успех, что было куплено Наполеоном III для своей личной коллекции. Также Наполеон III приобрёл вторую картину художника — «Нимфа и сатир». В том же году Кабанель был избран членом Академии на место, которое до него занимали Ж.-Л. Давид и Орас Верне. Он также стал кавалером ордена Почётного легиона, в 1864 году — офицером ордена, а в 1878 году — командором.
С установлением республики Кабанель не потерял своей славы. Он получал многочисленные заказы, и с равным мастерством исполнял как изящные женские портреты («Портрет Катарины Вульф»), так и изображения роковых красавиц прошлого («Нимфа и сатир»). Не менее, если не более, Кабанель был известен в качестве педагога, проявляя известную либеральность в отношении своих учеников, среди которых были Ж. Бастьен-Лепаж, Э. Кадель, Б. Констан, Э. Моро, Ф. Кормон, А. Жерве и многие другие.
На протяжении всей своей жизни Кабанель оставался верен своим художественным принципам. Его произведения находятся как бы вне времени. Их гладкая живопись, тщательно продуманная композиция, тщательная проработка подробностей, насыщенный сюжет не оставляют зрителя равнодушным даже в наше время.
Значительной проблемой для репутации Кабанеля в глазах потомков стал его конфликт с импрессионистами. Первоначально французское общество, за редкими исключениями, безусловно поддерживала Кабанеля и его сторонников — академистов, однако затем вкусы публики переменились, а термин «академизм» превратился едва ли не в ругательное слово. Пик критики Кабанеля пришёлся на середину двадцатого века, эпоху расцвета всевозможных «-измов». Активной критике подвергался Кабанель и в тенденциозной публицистике советского периода. Однако уже к концу XX века наметился значительный пересмотр оценки творческого вклада таких художников, как Семирадский, Альма-Тадема и Кабанель, и началось их возвращение на мировую художественную арену.

## Галерея

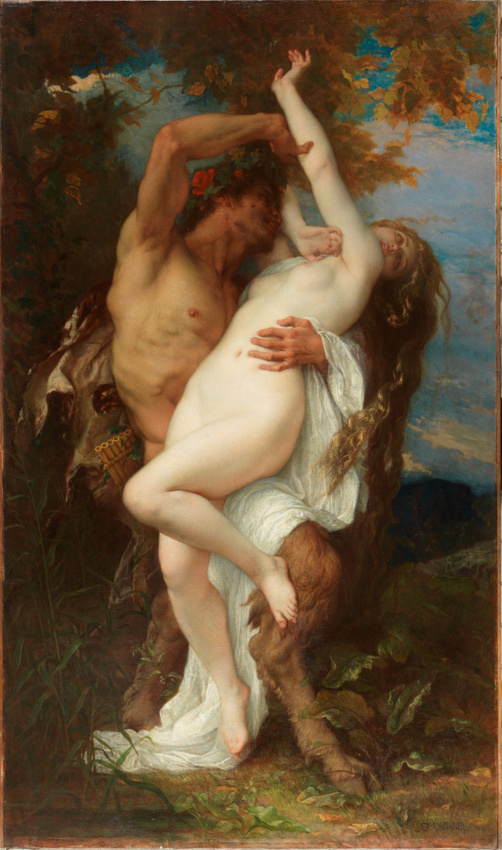
Нимфа и сатир (1860), Дворец изящных искусств (Лилль)
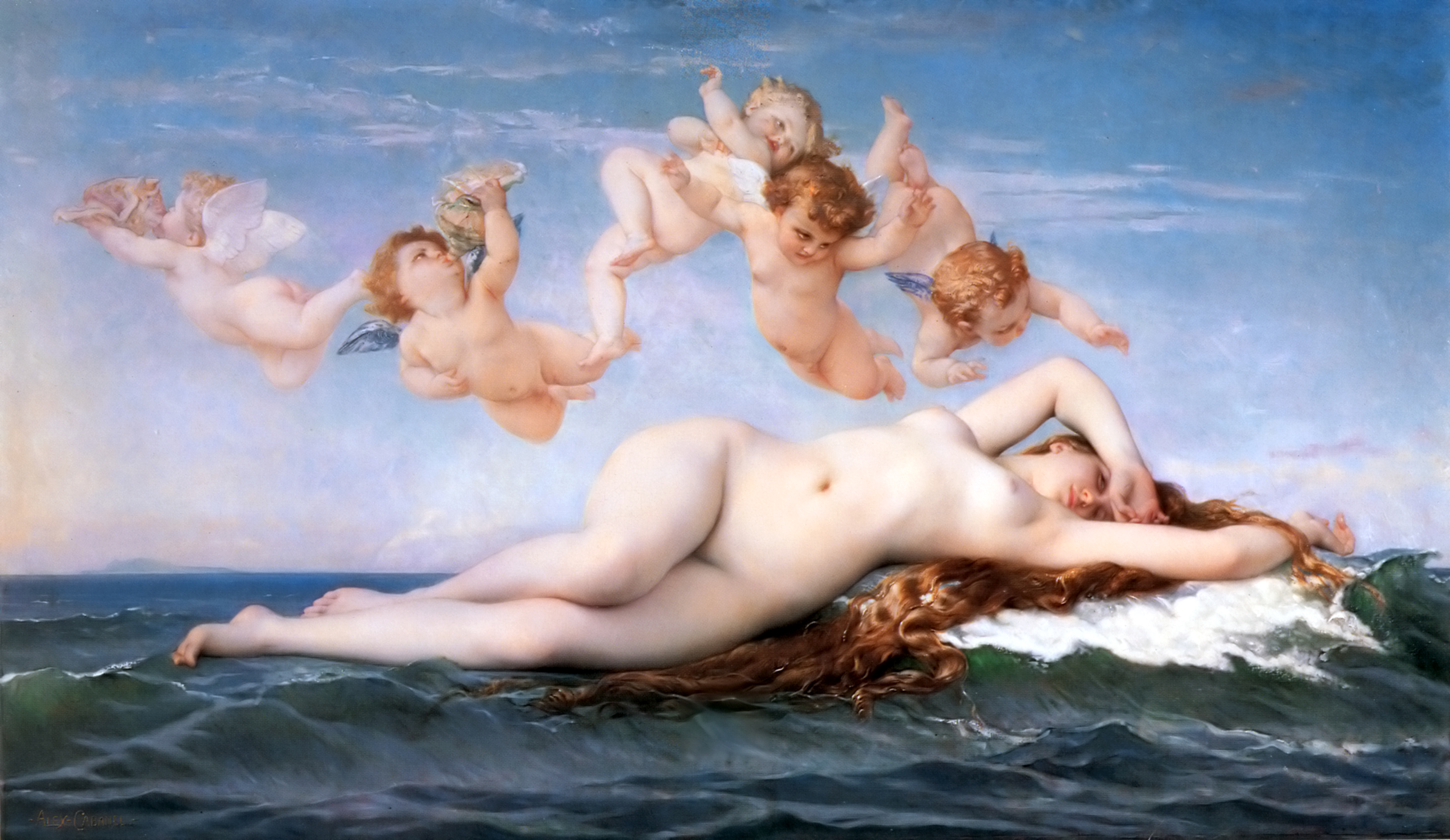
Рождение Венеры (1863), Музей Орсе
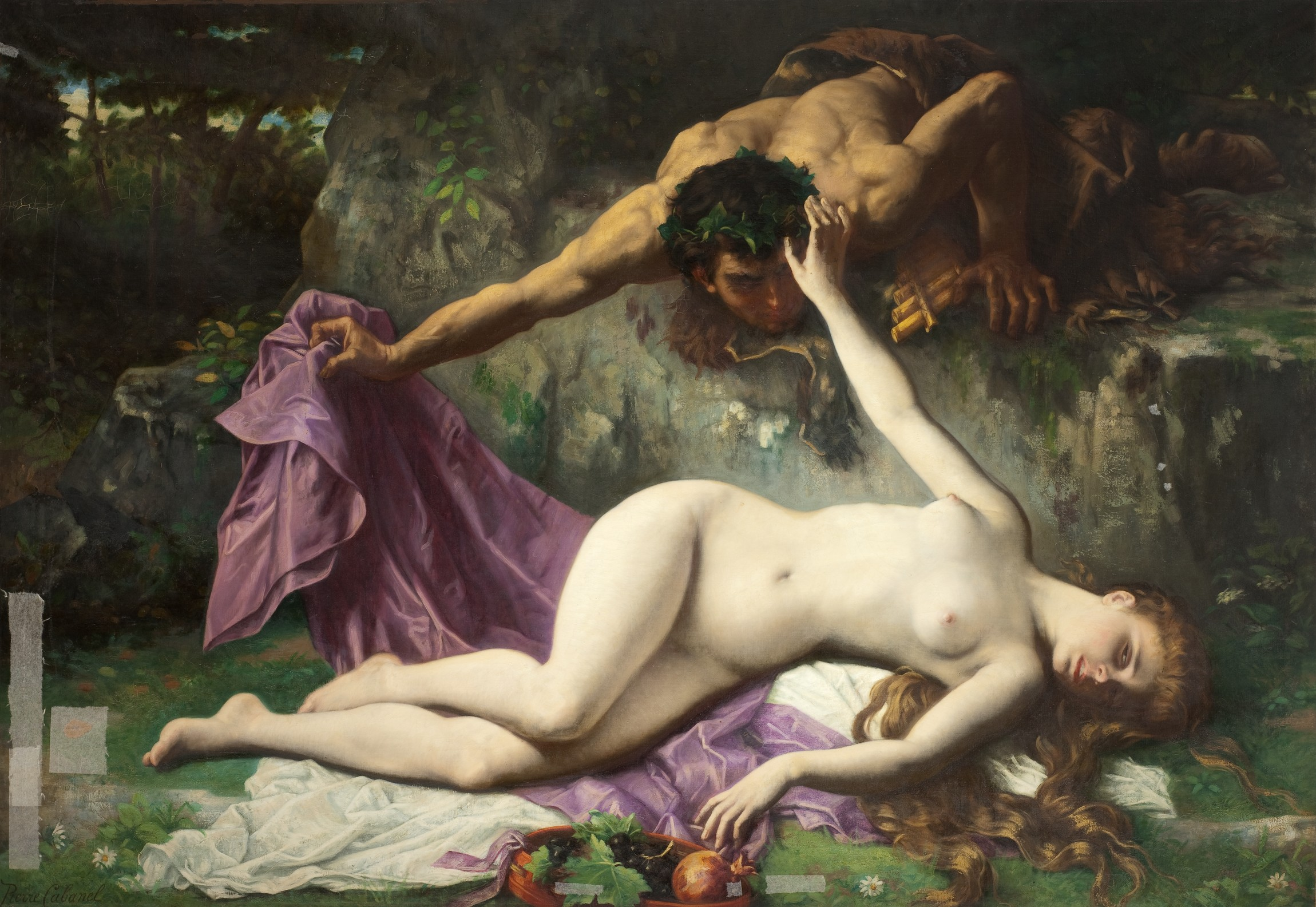
Нимфа, застигнутая сатиром (1875)
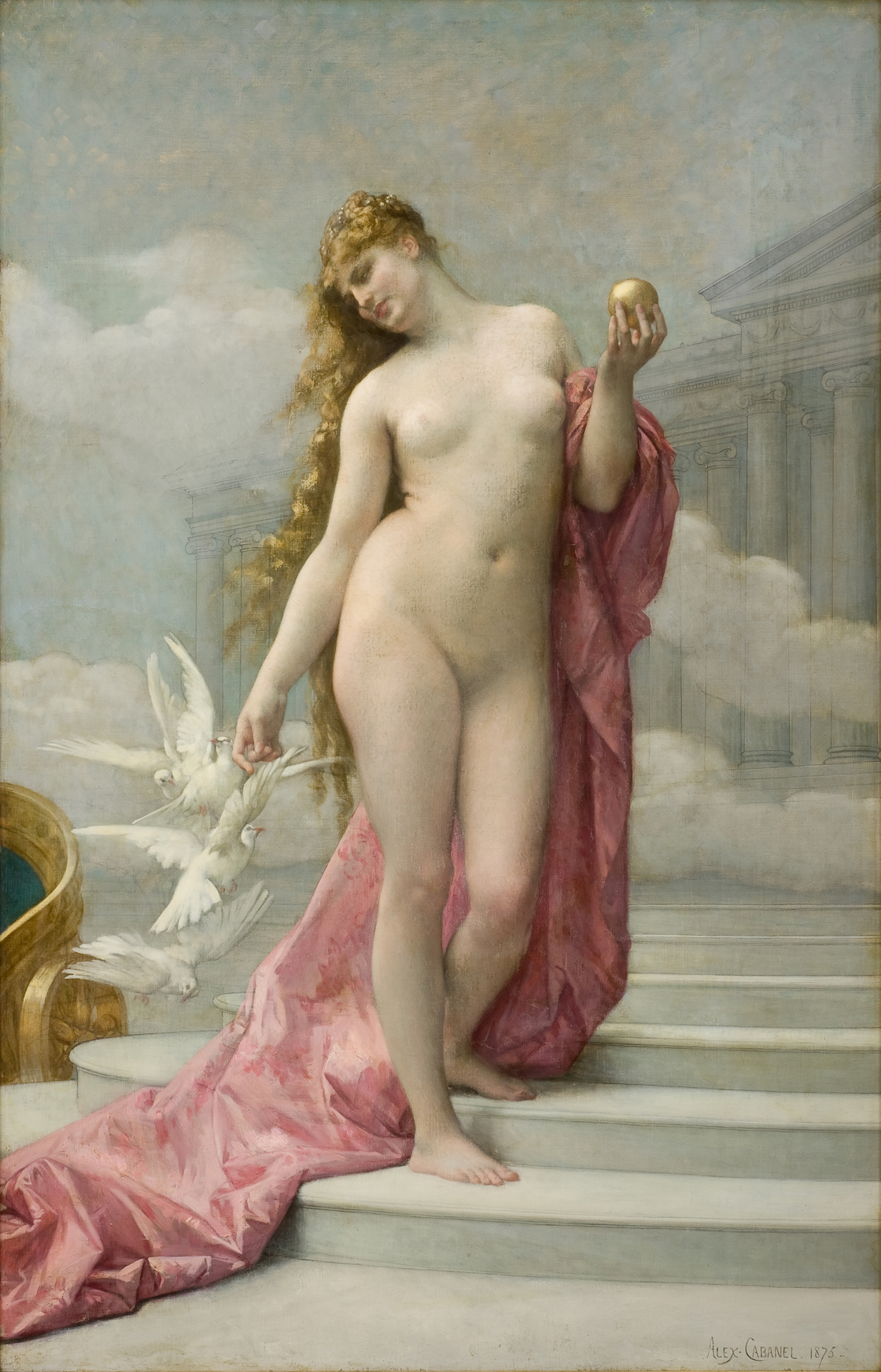
Венера (1875), Музей Фабра, Монпелье
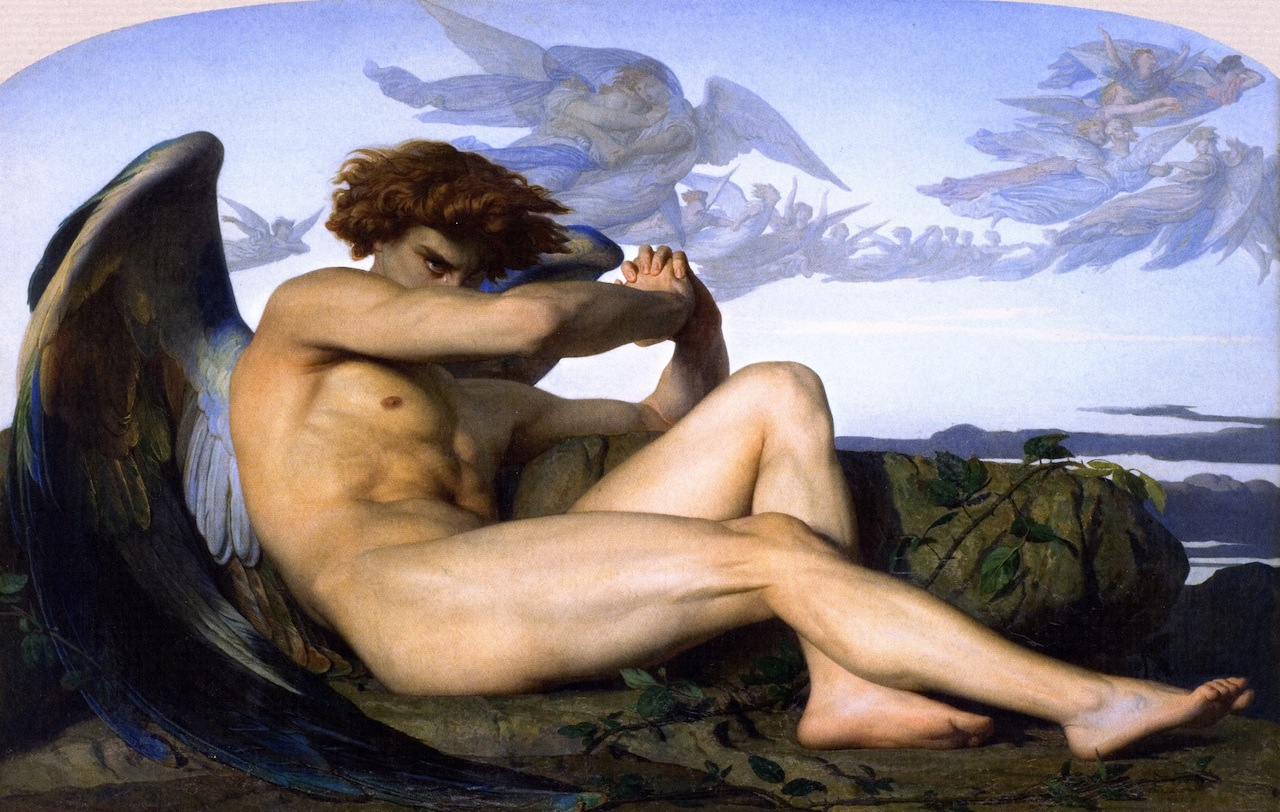
Падший ангел (1847), Музей Фабра, Монпелье
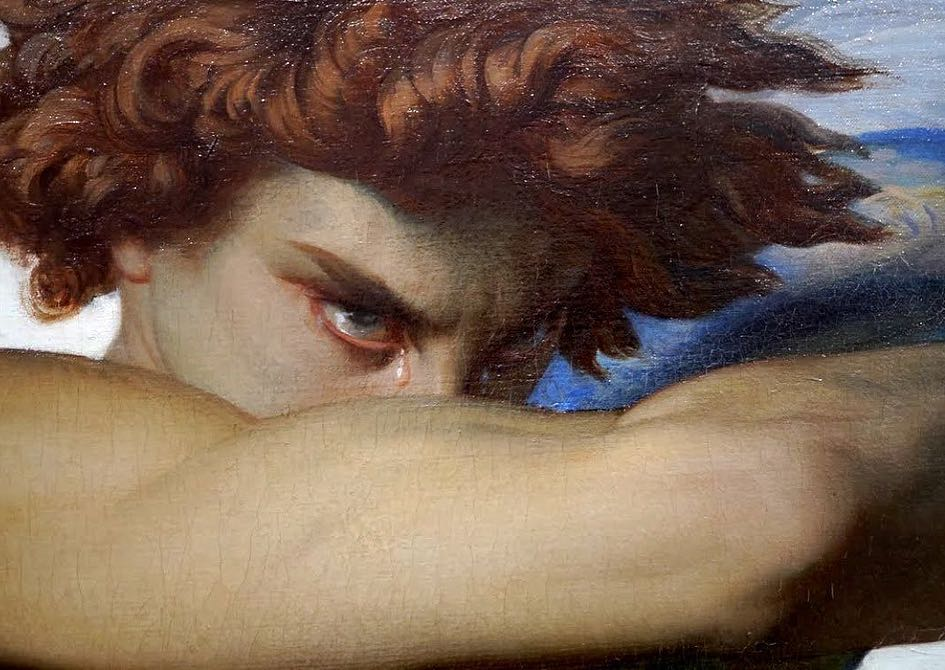
Падший ангел (фрагмент)
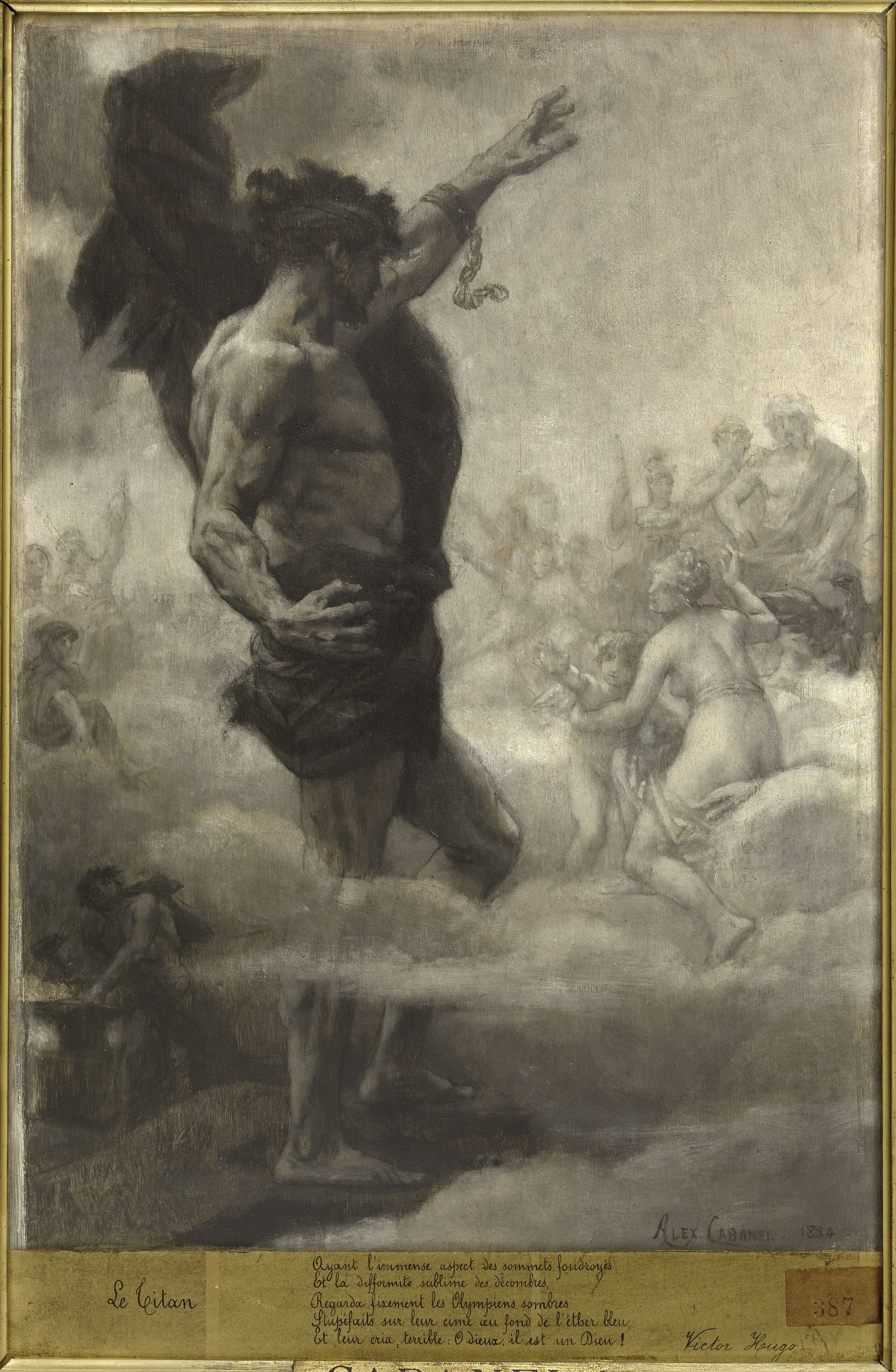
Титан (1884), Дом-музей Виктора Гюго, Париж
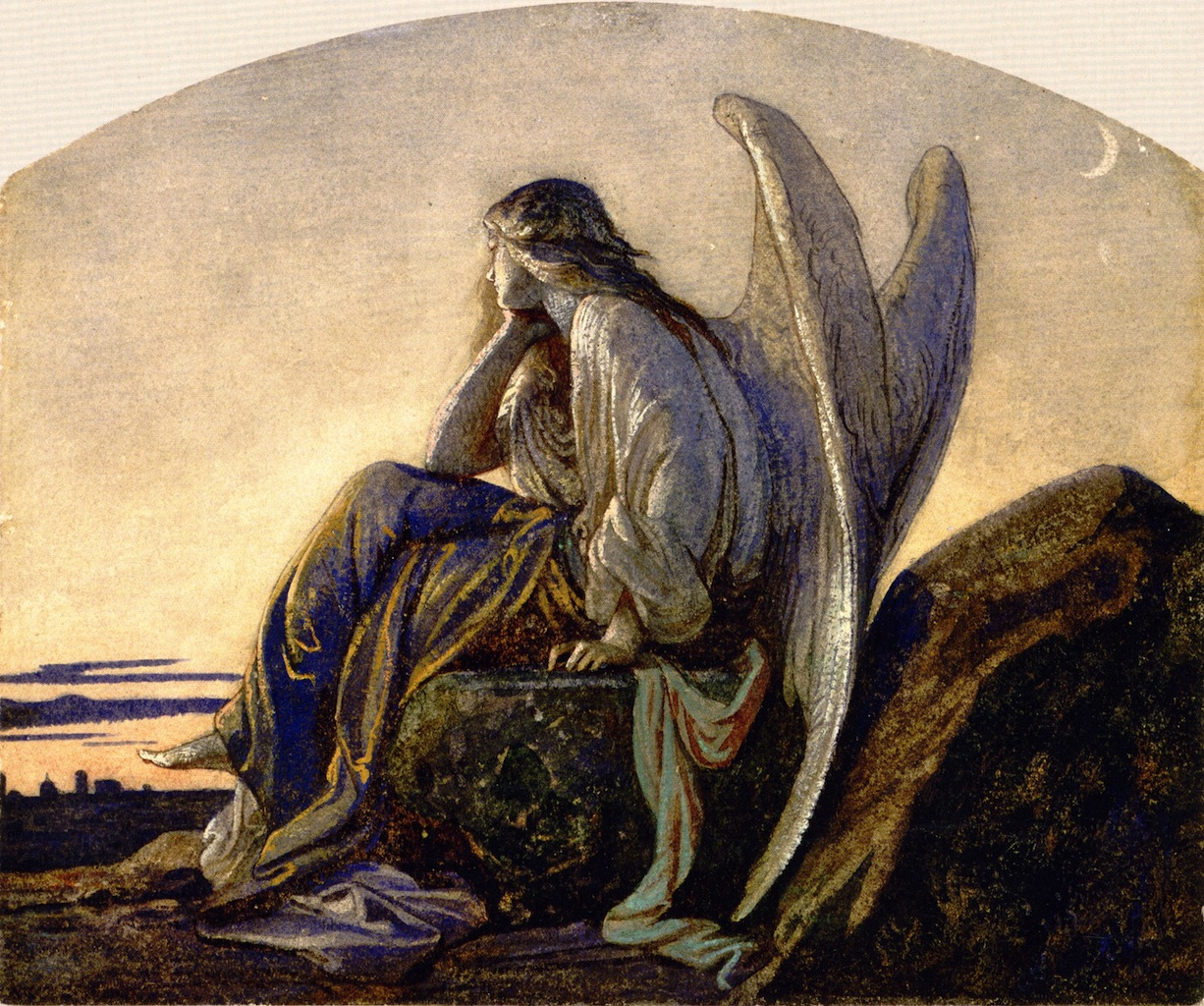
Вечерний ангел (1848), Музей Фабра, Монпелье
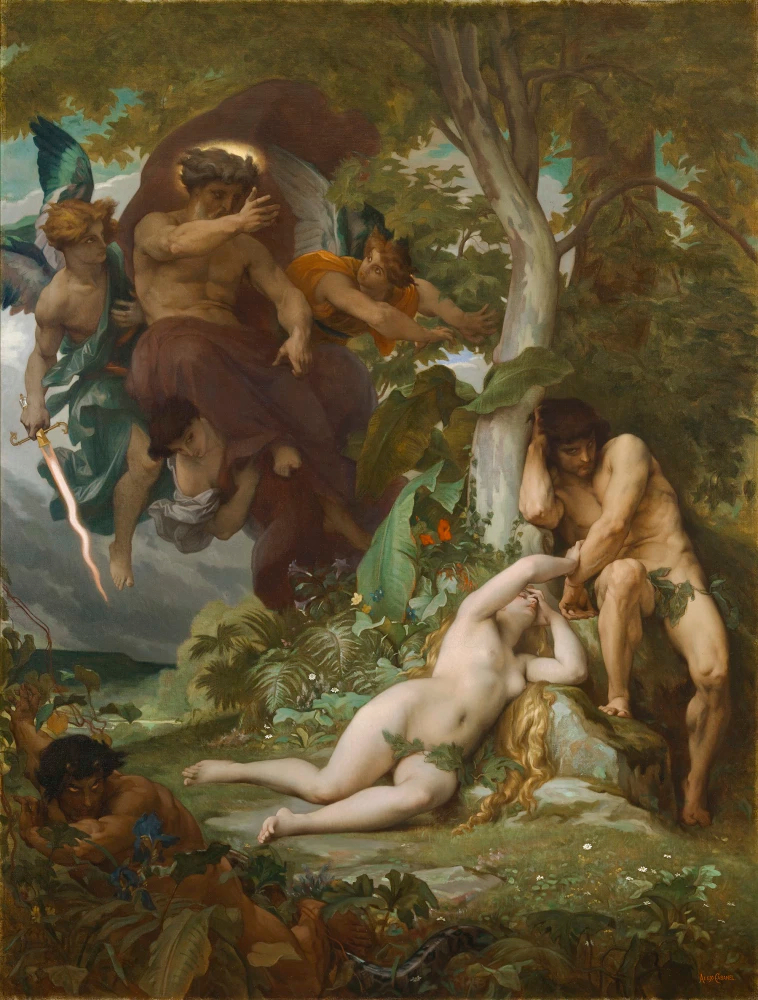
Изгнание Адама и Евы из Райского сада (1867), Музей Орсе
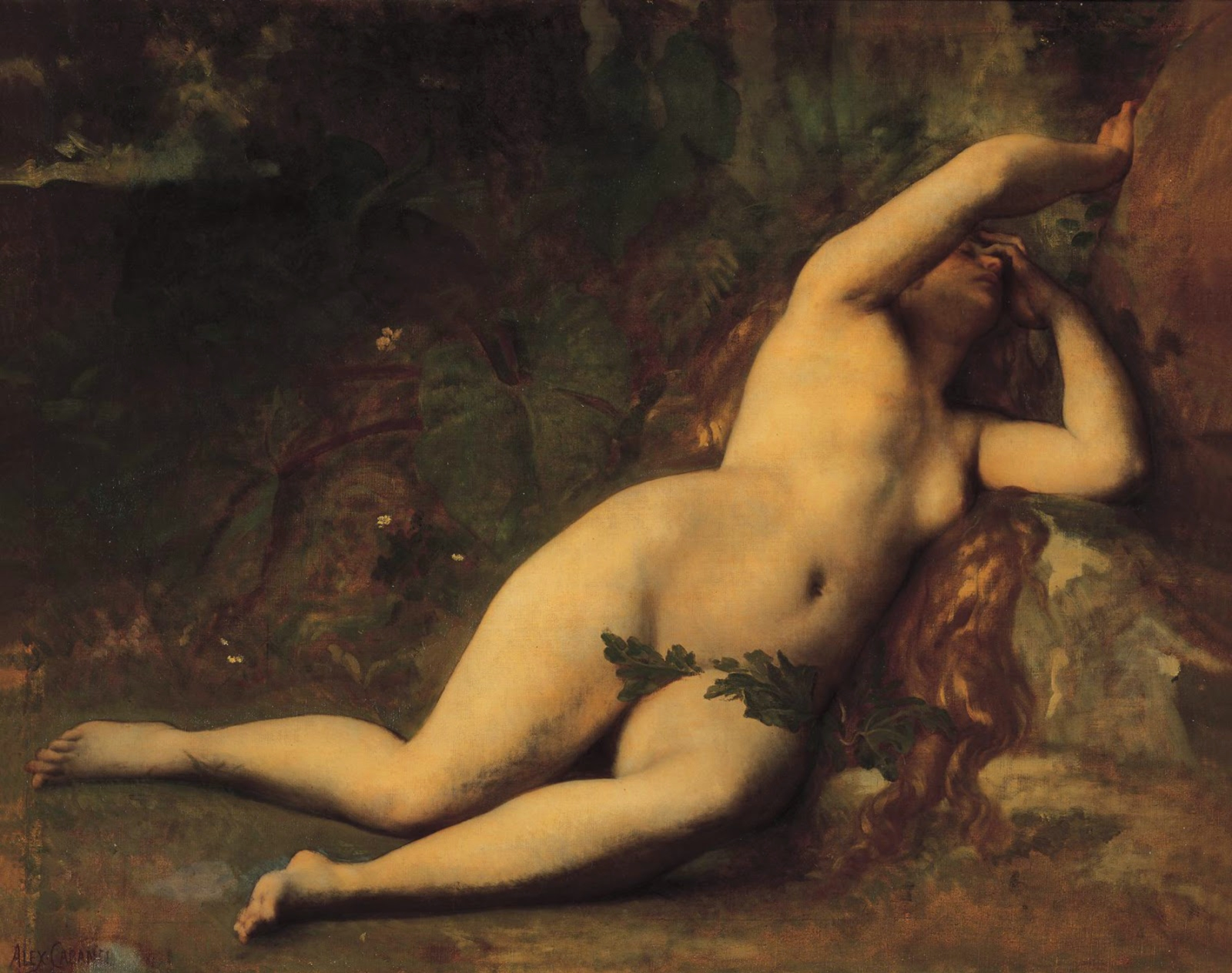
Ева после Грехопадения (1863)
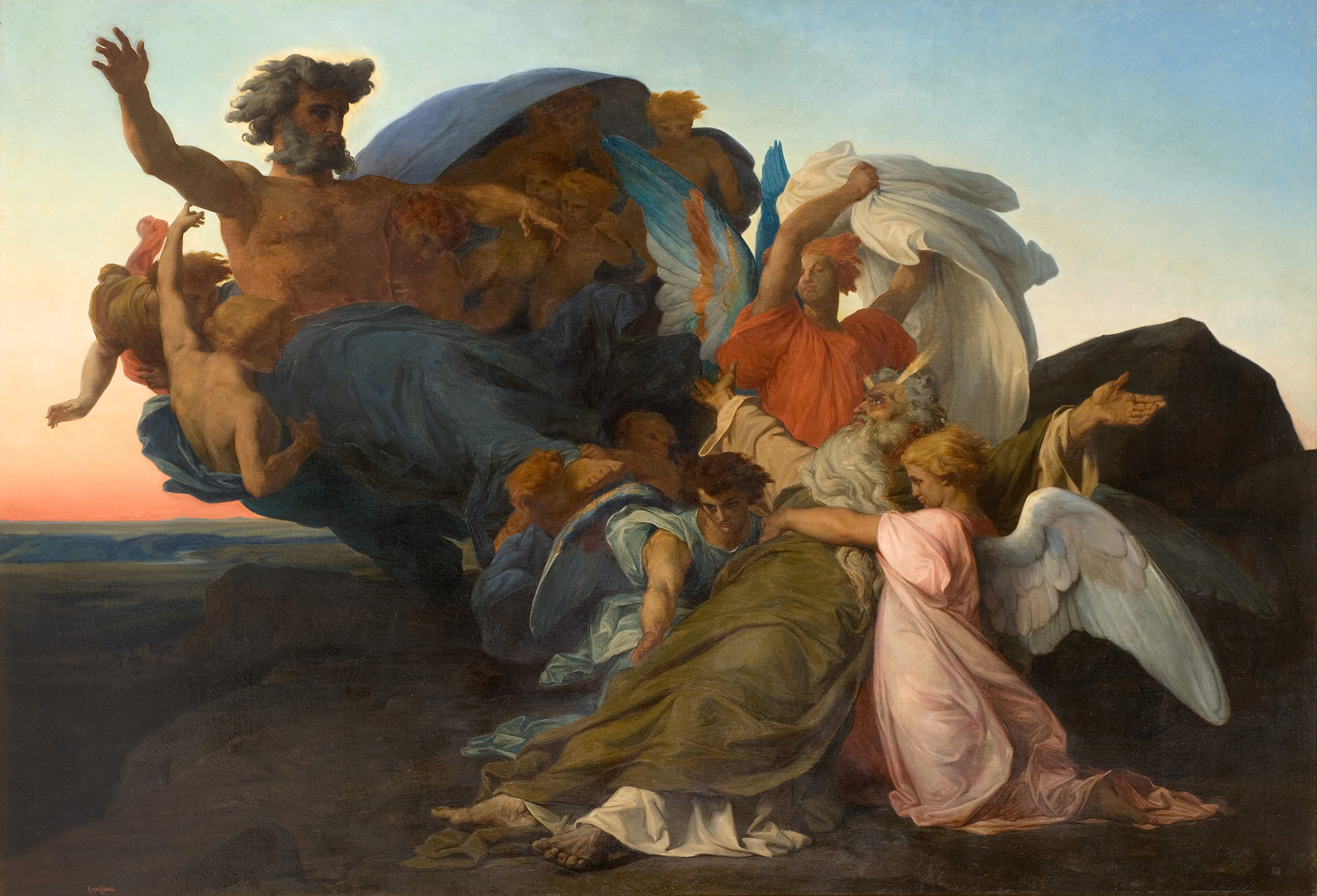
«Смерть Моисея» 1851, Музей Фабра, Монпелье
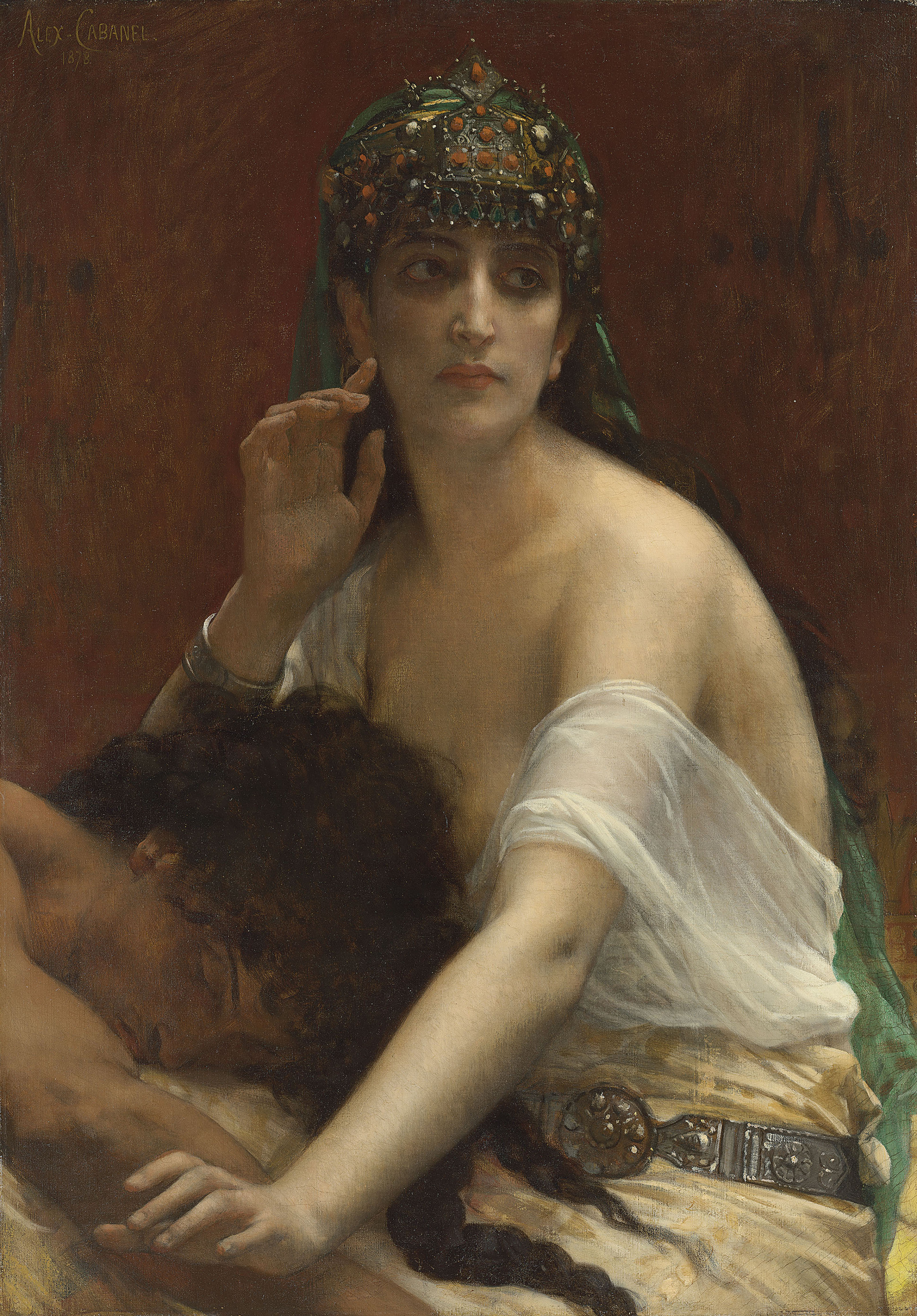
Самсон и Далила (1878)
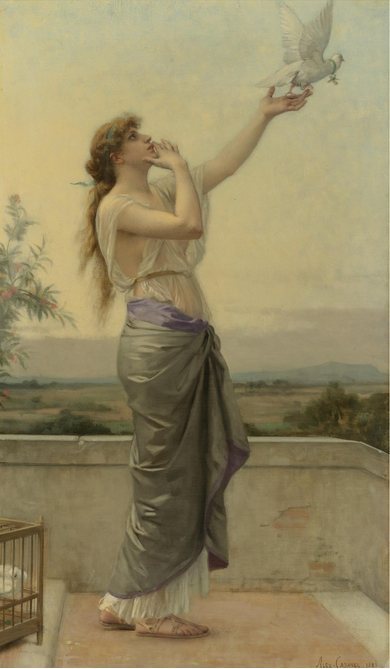
Любовное письмо (1883)
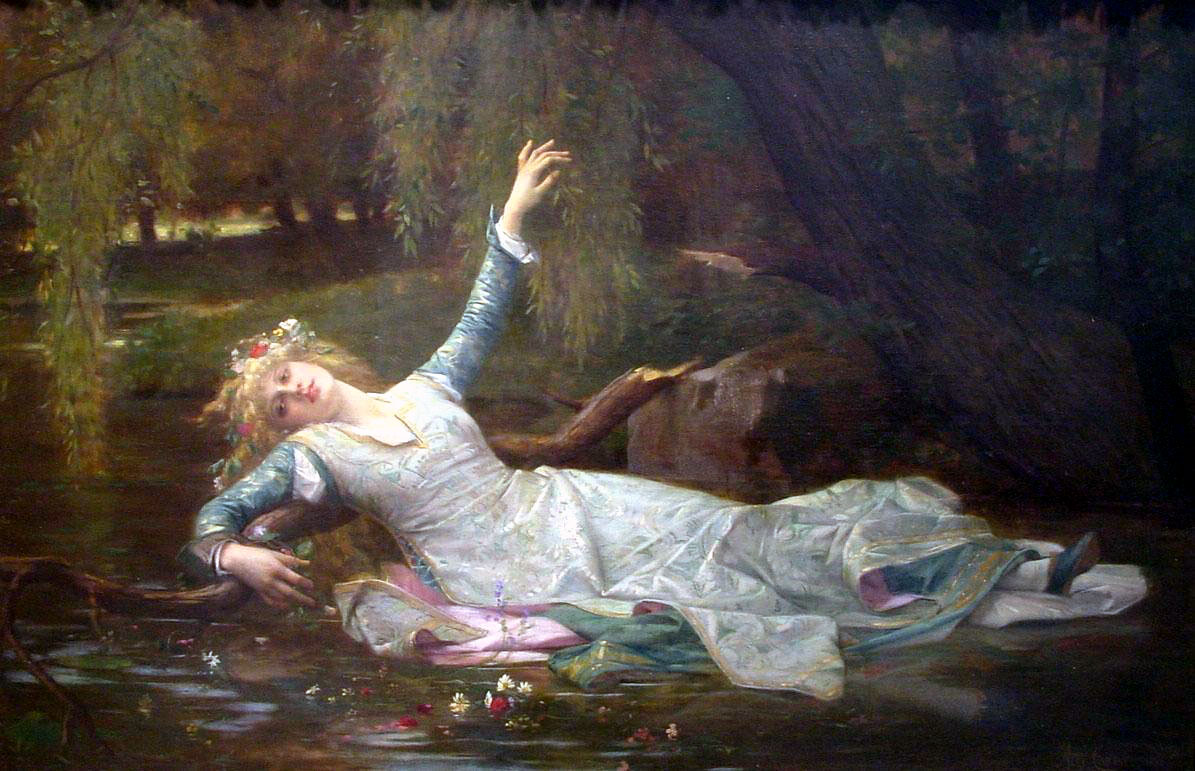
Офелия (1883), частное собрание
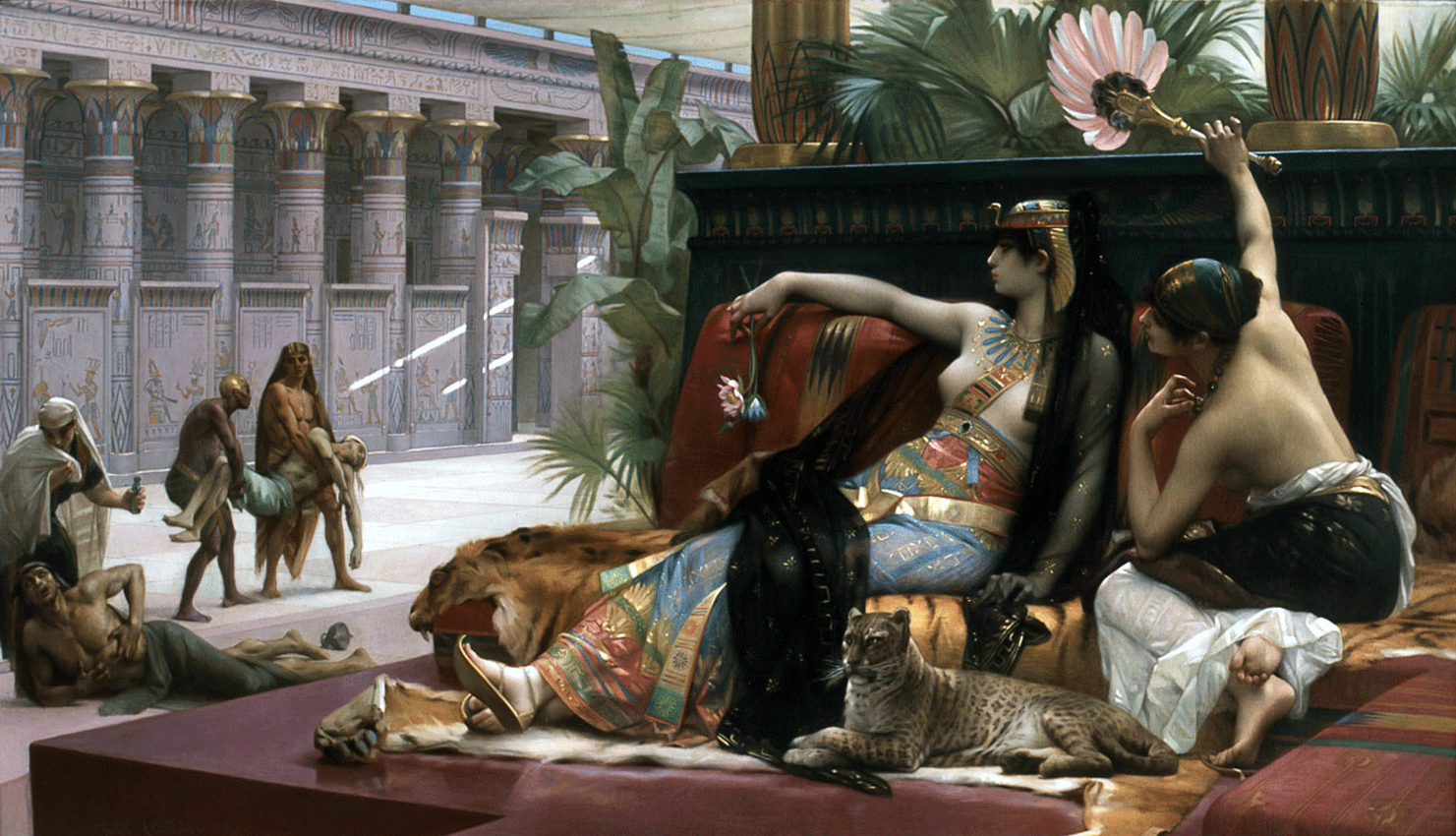
Клеопатра испытывает яд на узниках (1887), Королевский музей изящных искусств (Антверпен)
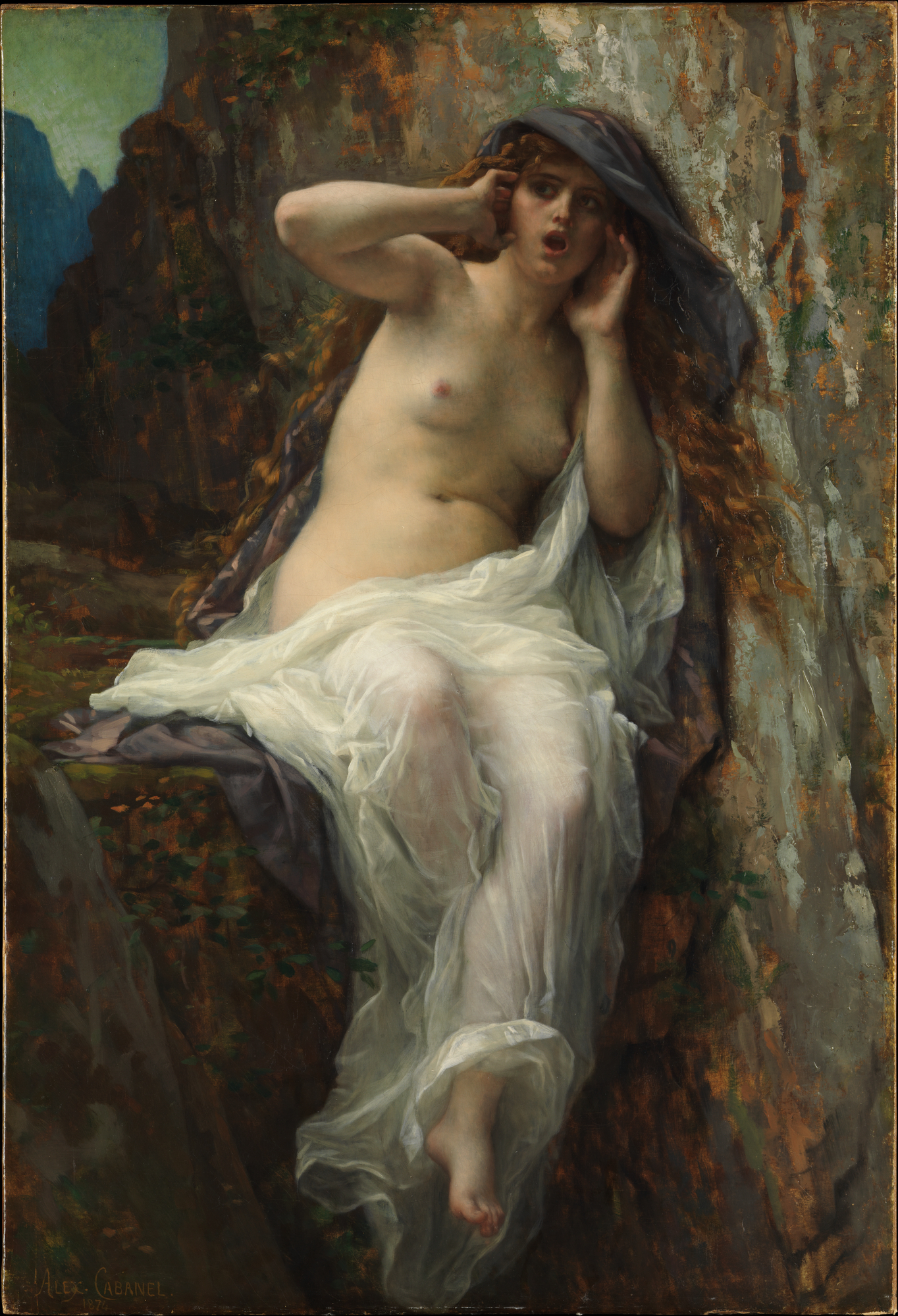
Нимфа Эхо (1887), Метрополитен-музей, Нью-Йорк
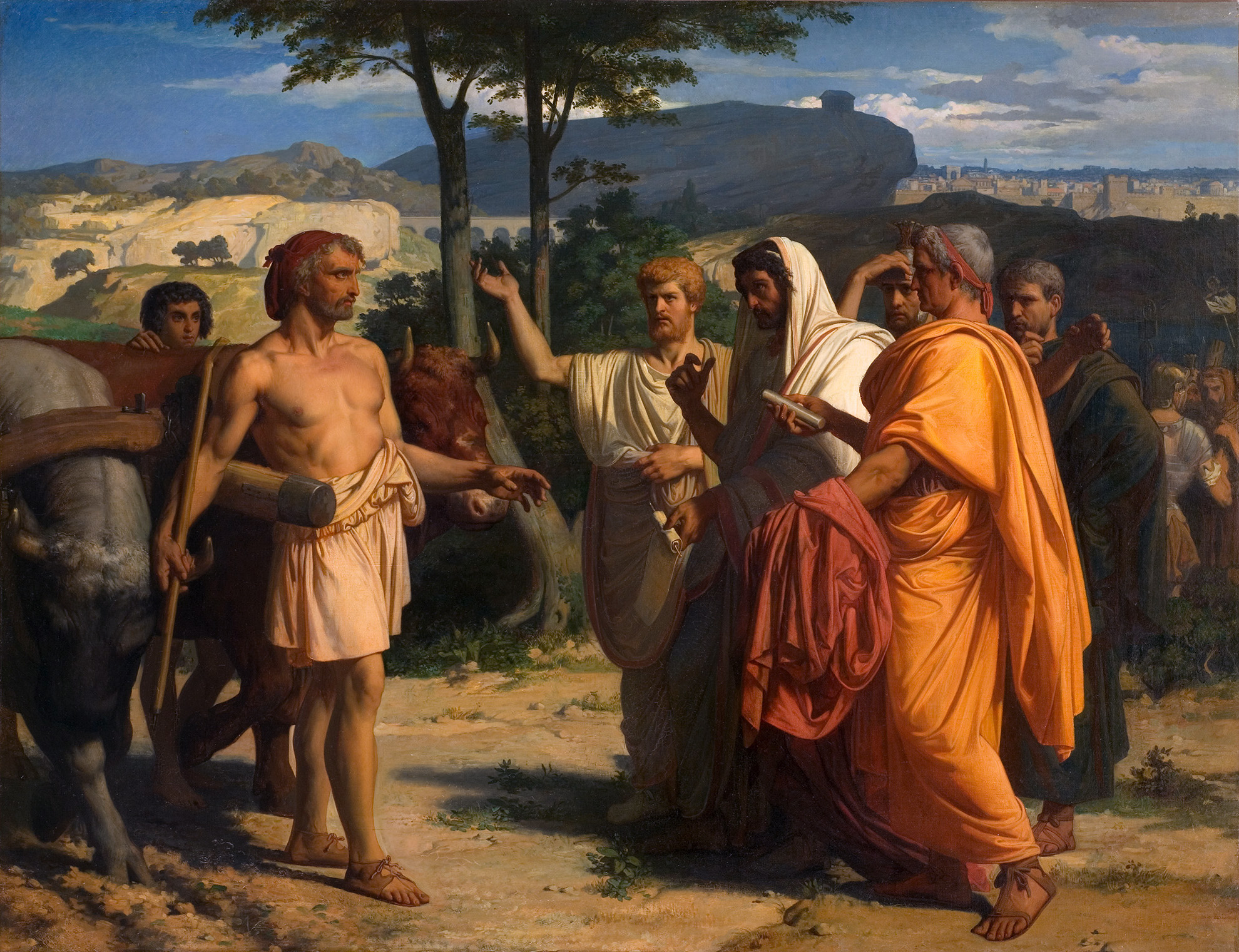
Цинциннат принимает депутацию Сената (1843), Музей Фабра, Монпелье
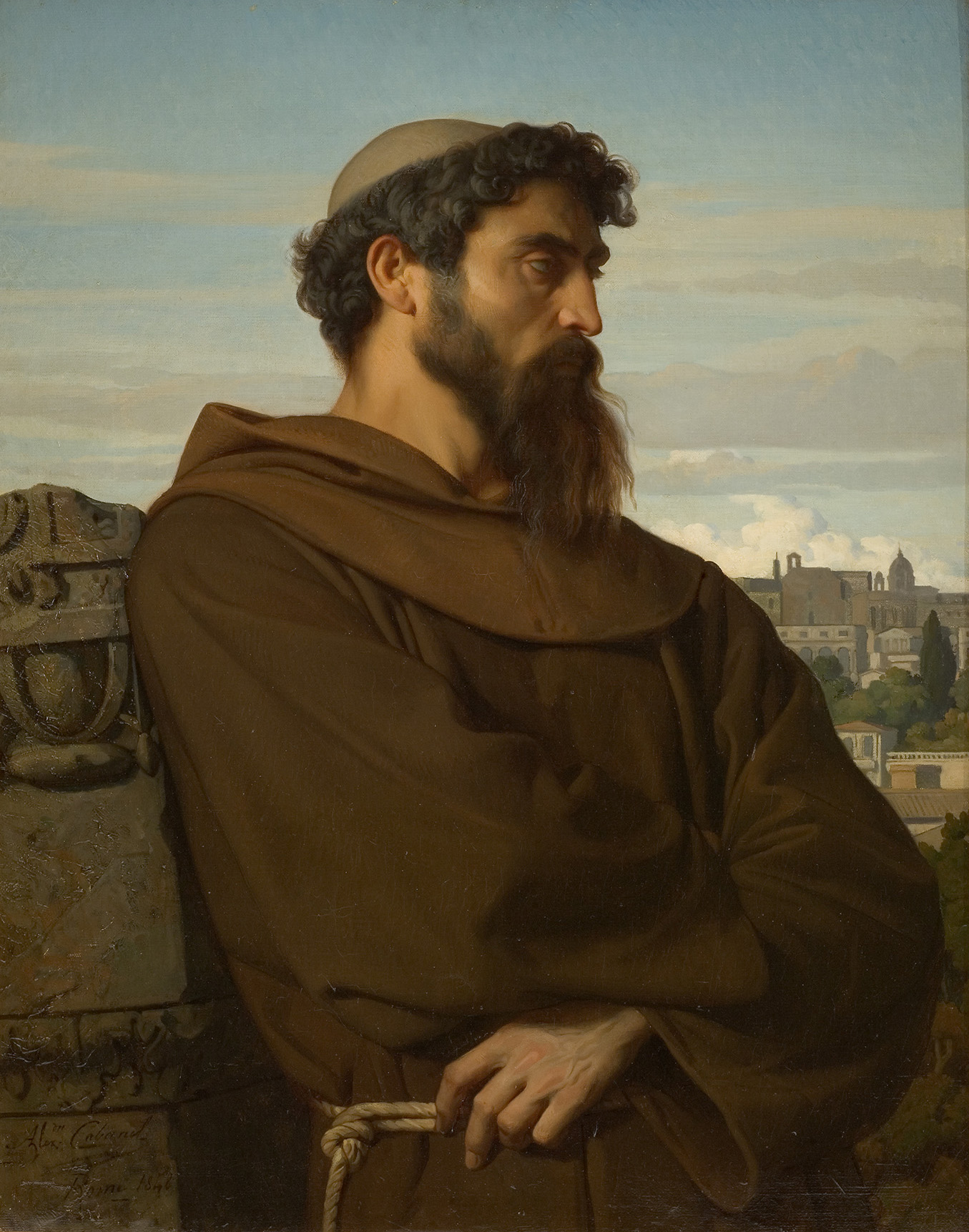
Католический монах в Риме (1848), Музей Фабра, Монпелье
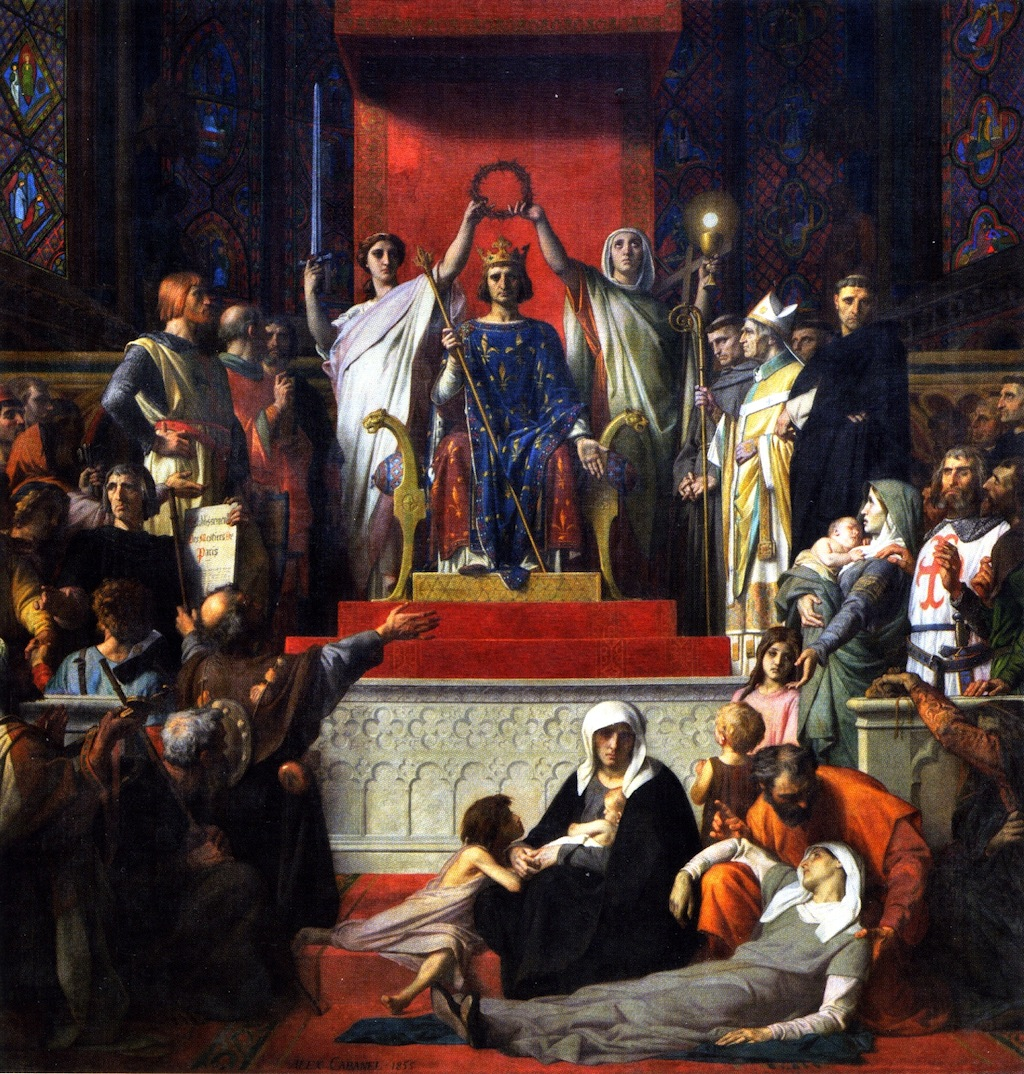
Триумф Святого Людовика (1853—1855), Музей Фабра, Монпелье
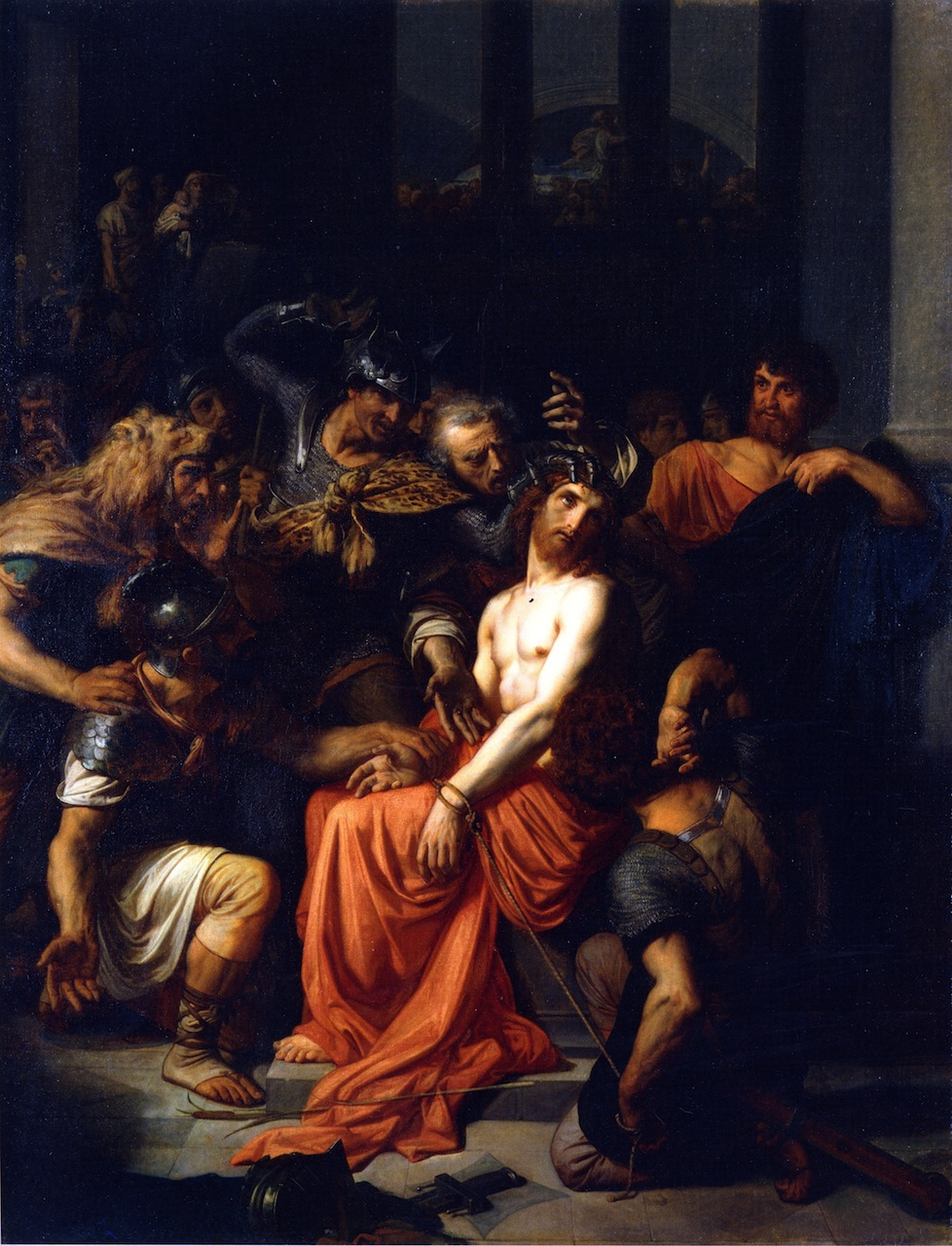
Осмеяние Христа (1845)
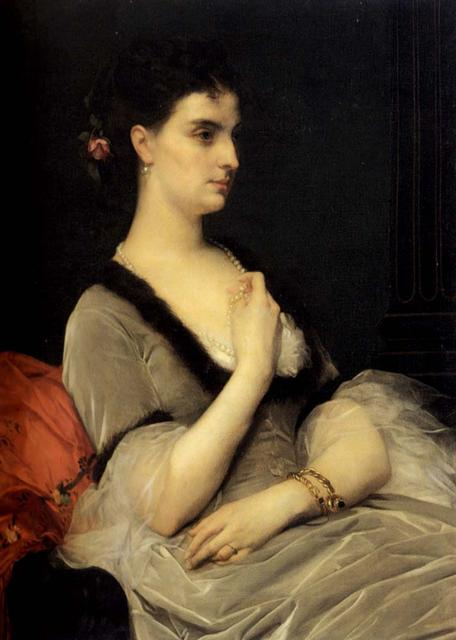
Портрет графини Елизаветы Воронцовой-Дашковой, супруги наместника Кавказа Иллариона Воронцова-Дашкова (1873)
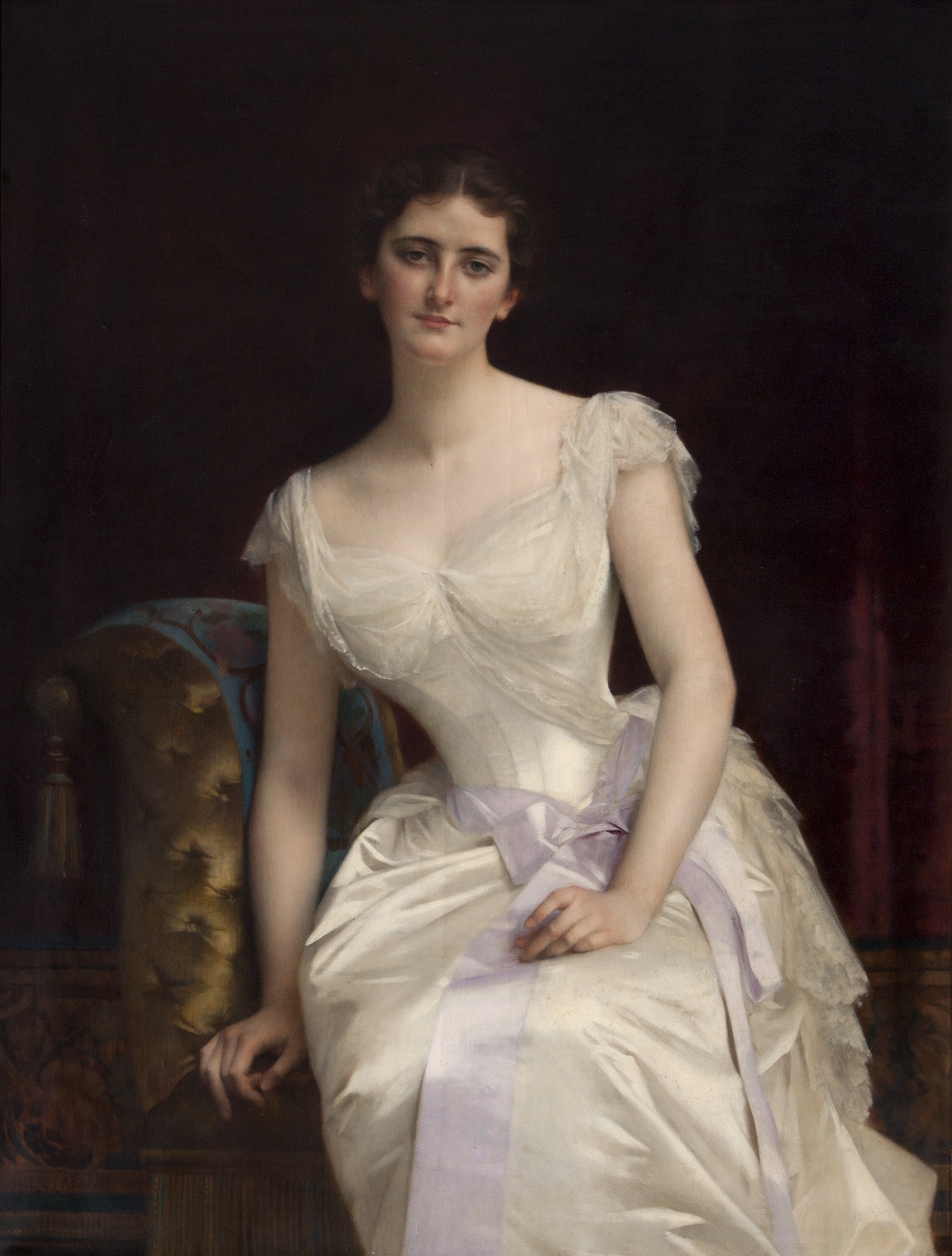
Портрет Мэри Виктории Лейтер, будущей леди Керзон, жены британского вице-короля Индии Джорджа Керзона (1887)
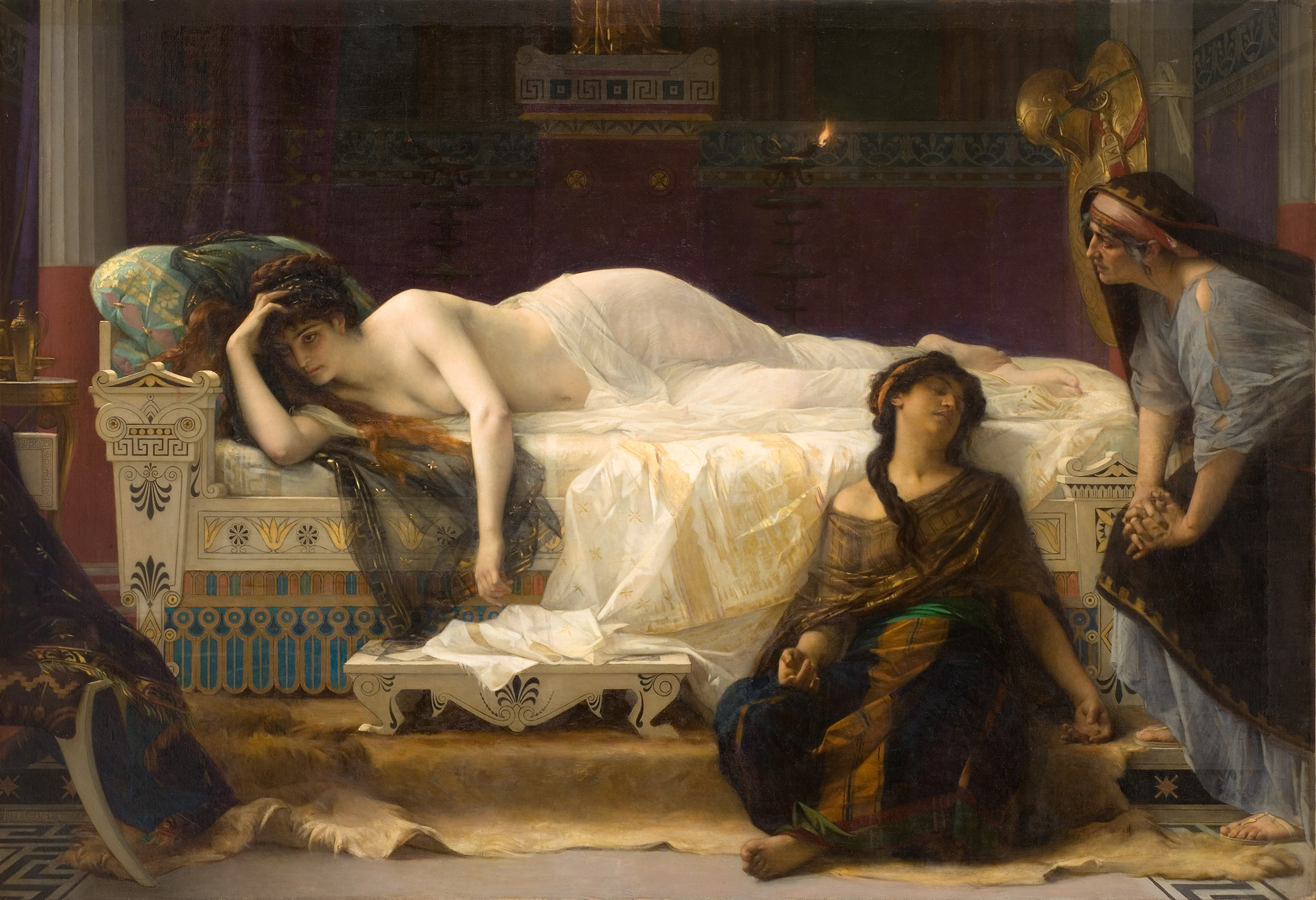
Федра (1880), Музей Фабра, Монпелье
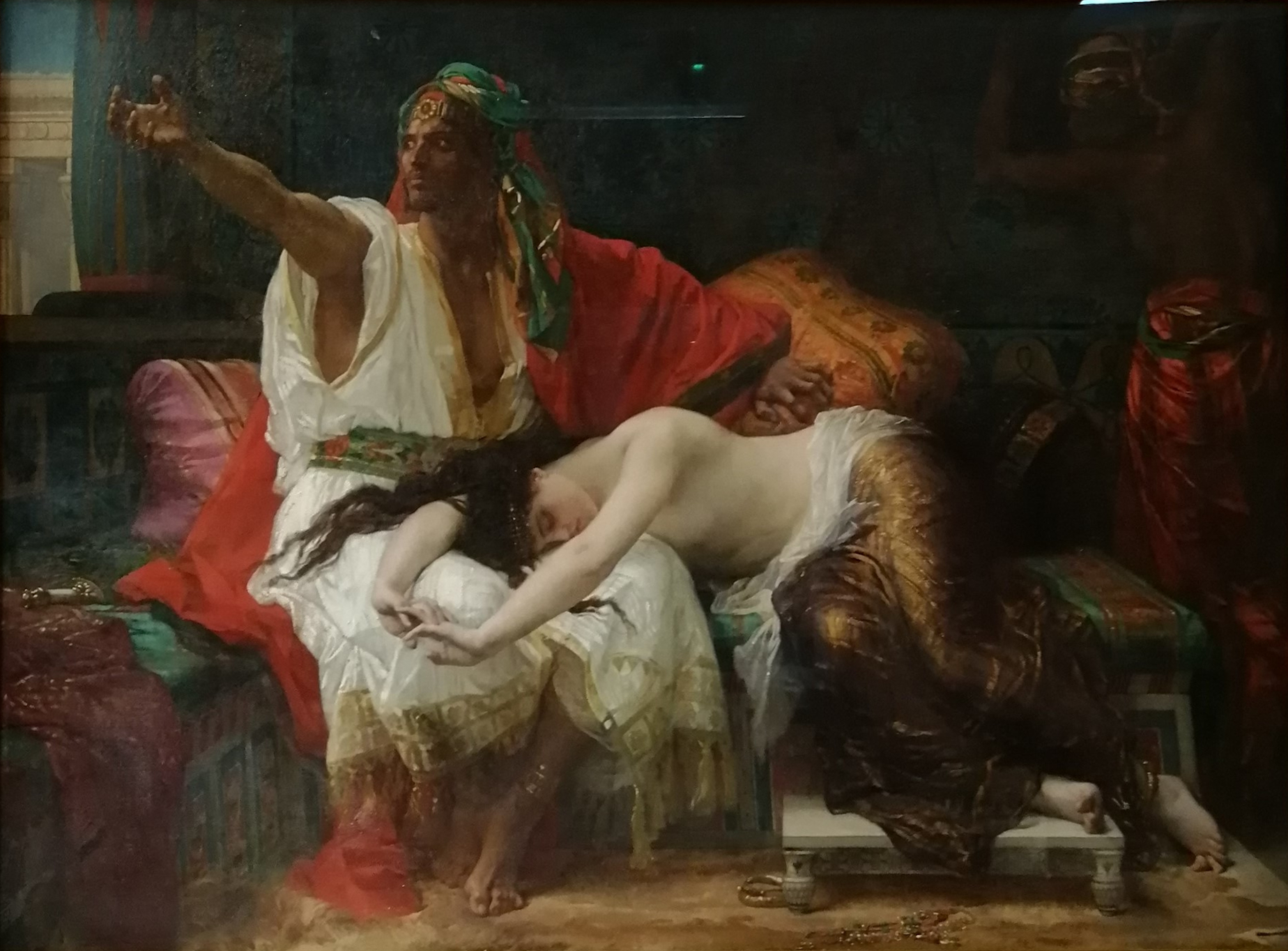
Фамарь (1886), Музей Орсе